# 雪村

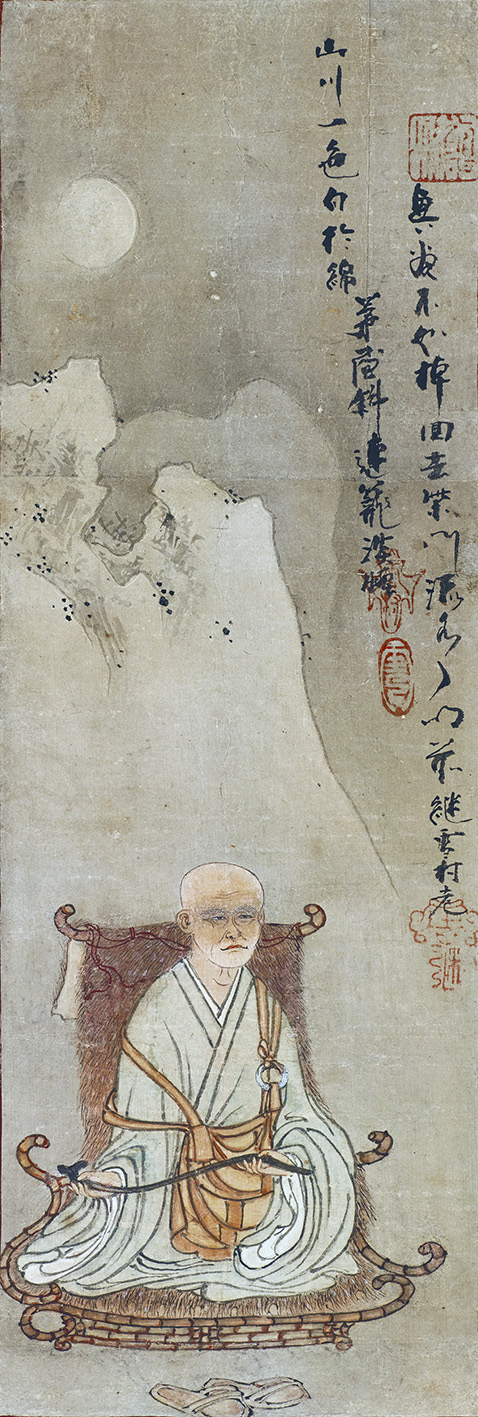
雪村自画像(重要文化財) 大和文華館蔵

雪村（せっそん、明応元年（1492年）？ - 天正17年（1589年）頃）は、室町時代後期・戦国時代の画僧で、水墨画を描いた。雪村周継とも称し、諱、別号として如圭、鶴船老人などがある。
佐竹氏の一族であるが武家を継がず、禅僧となり、東国各地を遍歴し、後北条氏や蘆名氏など戦国大名の庇護を受けた。周文 ・雪舟  の画風を慕い、のち独自の特色を発揮して一家を成す。最も山水画に長じ、花鳥画や人物画も能くした。  

## 略歴

呂洞賓図（重要文化財、大和文華館蔵）

常陸国部垂（現：茨城県常陸大宮市）に佐竹氏の一族の長男として生まれる。近くの下村田には雪村が筆を洗ったと伝えられる池がある。本来なら長男として家を継ぐはずだが、雪村の父は他の妻の子を跡取りとしたため（『本朝画史』）、幼くして夢窓疎石を開山とする正宗寺にて修行に入った。
雪村周継の「周」の文字は夢窓派の通字で、雪村も同系統の僧の下で禅僧の修行を積んだと考えられる。同寺は佐竹氏の菩提寺で、絵画をはじめとした多くの寺宝を所蔵し、これらの作品は雪村の画風にも影響を与えたという。なお、地元・常陸大宮市の前身である大宮町の町史は部垂の領主である宇留野氏の養子となった宇留野存虎（佐竹義俊の子）の長男であるとする説を唱えている。世代的には合致するものの、雪村の出自を示す史料がほとんどないため、現時点では可能性の域に留まっている。ただし、天文15年（1546年）5月11日に佐竹寺の再建を記念して佐竹一族が寄せた奉加帳の中に「源周継」の名前が記されており（佐竹氏は源姓）、源周継が雪村本人である可能性が高いとされている。そして、その奉加帳が作成された5月に雪村は会津に旅立ったと伝えられている。
50歳半ば頃、関東各地を放浪する。『丹青若木集』によると、天文15年（1546年）に会津で蘆名盛氏に「画軸巻舒法」伝授した。これは絵画の鑑賞法を意味すると推測される。天文19年（1550年）には相模国を訪れ、早雲寺で開山である以天宗清の頂相（肖像画）を描いた。後北条氏の城下町である小田原、鎌倉も訪れて多くの名品に接し、他の画僧と交流したらしい。雪村作『叭叭鳥図』（ははちょうず）に、鎌倉円覚寺の四印道人（景初周随）が記した「天文乙卯秋九月」（1555年9月）の画讃が残る。その後、常陸の鹿島神宮に立ち寄って馬の絵を奉納し、会津を再訪。『呂洞賓図』『花鳥図屏風』などはこの時期の作品と考えられている。
60歳半ば以降は奥州を中心に活動、最晩年の十数年間は三春田村氏の庇護のもと、現在の福島県郡山市西田町大田にある庵に住んだとされる。三春と会津を行き来した時期もあったとみられ、三春では当初は田村氏菩提寺の福聚寺で暮らしていた時期もあったと伝わる。その生涯には不明な点が多く、生没年もはっきりしないが、80歳代まで絵師として現役だったとことが判明している。『潭底月図』に「行年八十歳継雪村之図」、『瀟湘八景図屏風』に「継雪村老季八十六歳圖之」とある。
名前から分かるように、雪村自身、雪舟を強く意識し尊敬していたようだが、画風に影響を受けなかった。両者は対比されることもある。関東の水墨画のなかでも極めて独自性が高い画風を確立した。江戸時代の尾形光琳は、雪村の自由で伸びやかな筆致や作品全体に溢れるユーモアを特に好んだのか、雪村を深く敬愛し私淑した。光琳は雪村の模写を幾つも試みており、また雪村が使っていたといわれる石印（重要文化財、京都国立博物館蔵）をどこからか入手し、小西家伝来史料の中にそれは今なお現存している。さらに光琳の晩年の代表作『紅白梅図屏風』と雪村画『欠伸布袋・紅白梅図』（三幅対、茨城県立歴史館蔵）を比べると、中央に描かれているのが水流と布袋の違いこそあれ、全体の構図、梅の枝ぶりなどが驚くほどよく似ている。
天文11年（1542年）に著したとされる画論『説門弟資云』は偽書とみなす説が学界では近年有力であるが、仮託されるほど雪村が江戸時代の画家たちに尊崇された証左との見方もある。
明治時代以降は、橋本雅邦や狩野芳崖らに影響を与え、岡倉覚三（天心）も雪村を高く評価している。ただ、一般的に概して評価が低い時期が続き、代表作品の多くはアメリカ合衆国へ流出してしまった。しかし、1974年に東京国立博物館で展覧会が催されるなど近年は再評価の機運が高まり、様々な画集で紹介されて日本美術史上での価値が確立した。その作品は150以上から200点近くが現存している。

## 代表作
重要文化財
- 風濤図（野村美術館）紙本淡彩
- 雪村自画像（大和文華館）紙本著色

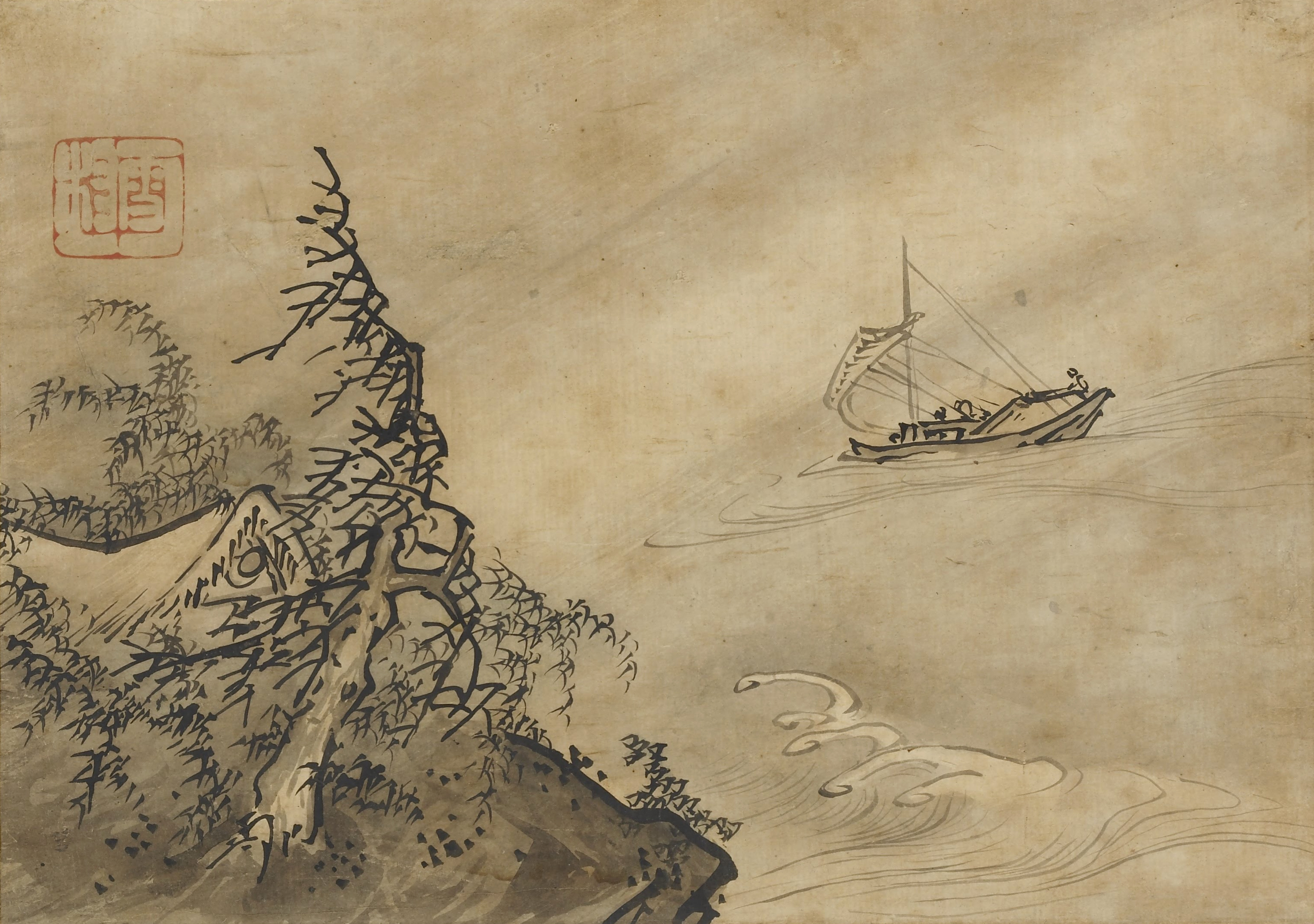
風濤図（重要文化財、野村美術館蔵）

- 花鳥図屏風（大和文華館） 1981年に展覧会を開催。
- 呂洞賓図（大和文華館）紙本墨画
- 松鷹図[4]（東京国立博物館）紙本墨画 2幅。1974年に国際文通週間の記念切手の図柄に採用された。
- （京都国立博物館）紙本墨画 3幅
- 夏冬山水図 （京都国立博物館）紙本墨画淡彩 2幅
- 叭々鳥図（文化庁保管）紙本墨画
- 竹林七賢図屏風（畠山記念館）紙本墨画 六曲一双

その他
- 鷹山水図屏風（東京国立博物館）六曲一双 重要美術品
- 四季山水図 （九州国立博物館）紙本墨画 六曲一双
- 四季山水図屏風（郡山市立美術館）紙本墨画 六曲一双
- 四季山水図屏風（シカゴ美術館）紙本墨画淡彩 六曲一双
- 龍虎図屏風（クリーヴランド美術館）紙本墨画 六曲一双
- 花鳥図屏風（ミネアポリス美術館）紙本墨画 六曲一双
- 楼閣山水図（バークコレクション）
- 金山寺図屏風（笠間稲荷美物館）紙本墨画淡彩 六曲一隻
- 瀟湘八景図（個人蔵）紙本墨画淡彩 1帖8図 雪村が30代から40代にかけて描いた初期の作

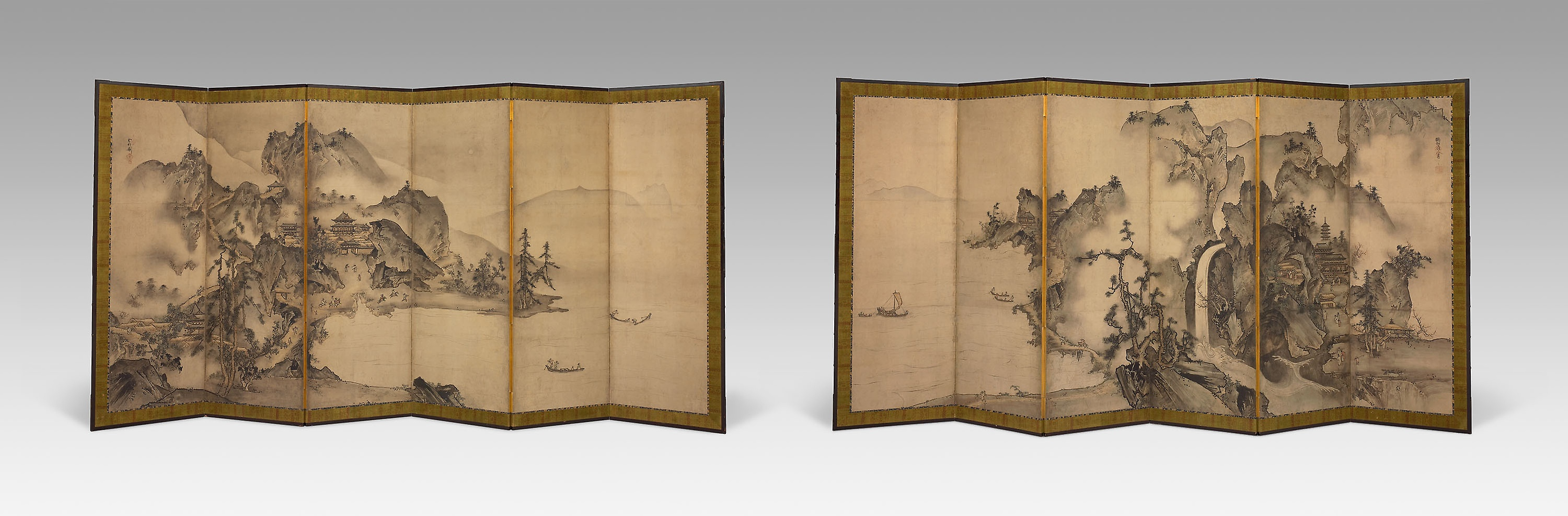
四季山水図（シカゴ美術館蔵）

| 花鳥図屏風（大和文華館）左隻 |  | 同 右隻 |
| 花鳥図屏風（大和文華館）左隻 |  | 同 右隻 |

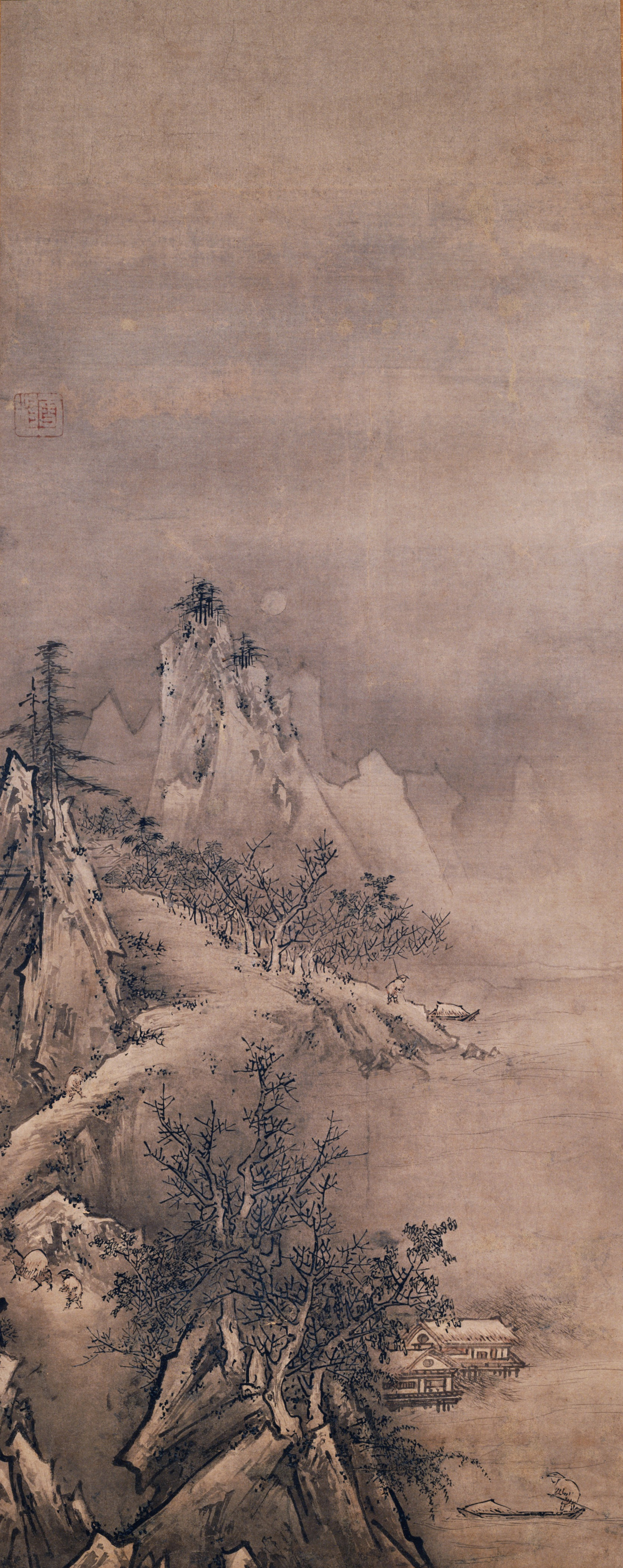
夏冬山水図・冬（京都国立博物館木浦）
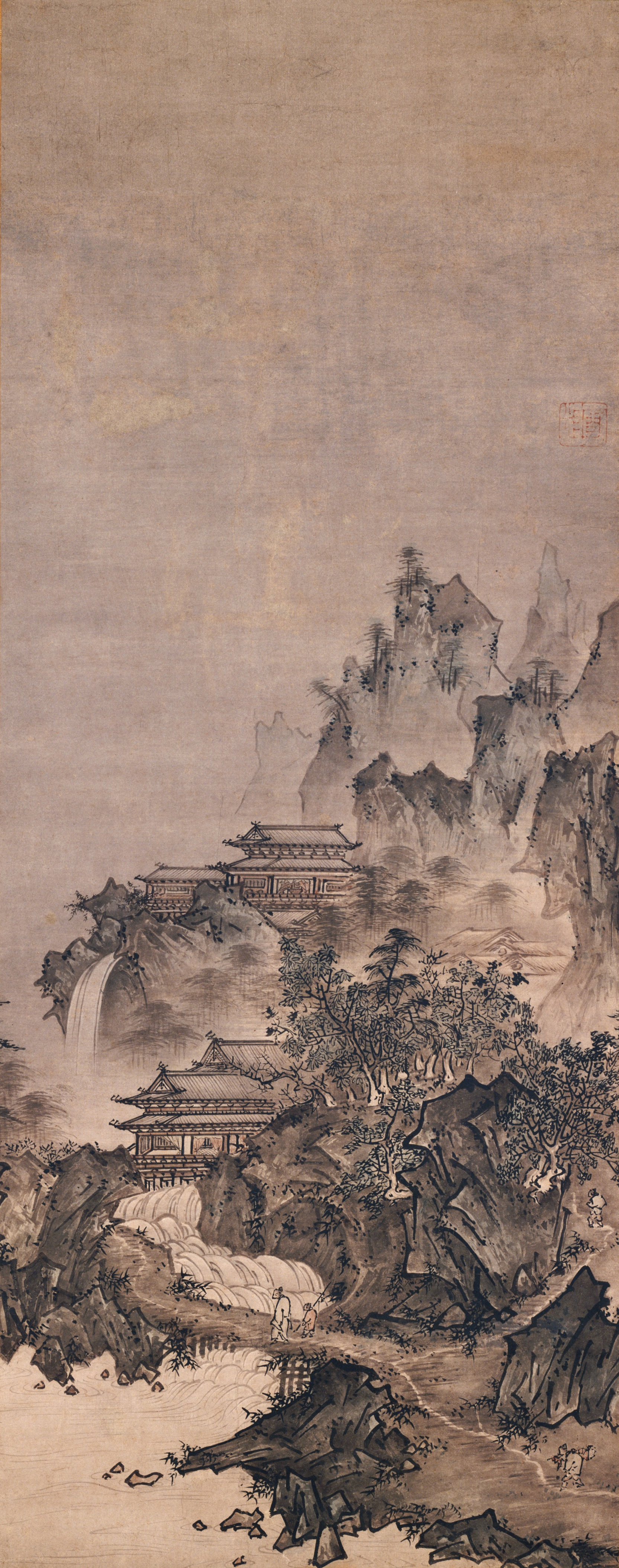
夏冬山水図・夏（京都国立博物館蔵）
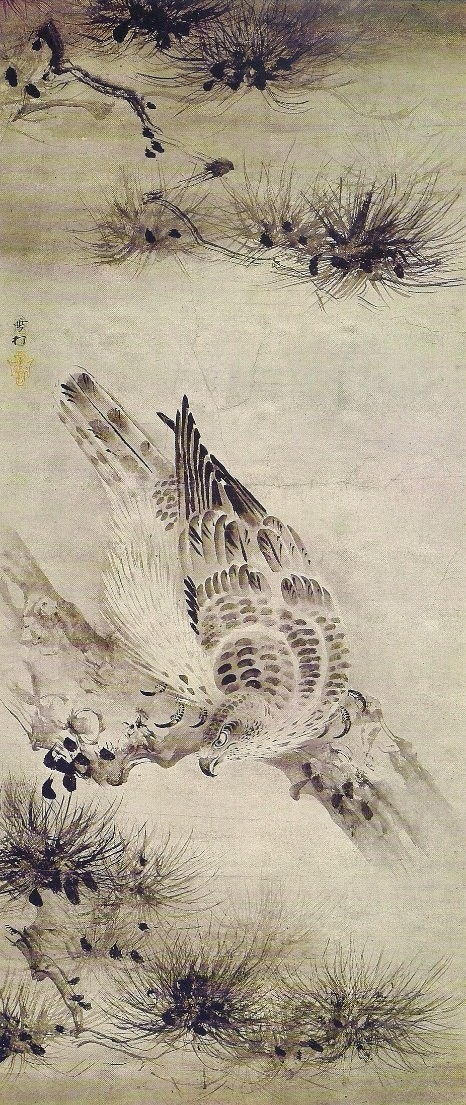
松鷹図（東京国立博物館蔵、双幅のうち）
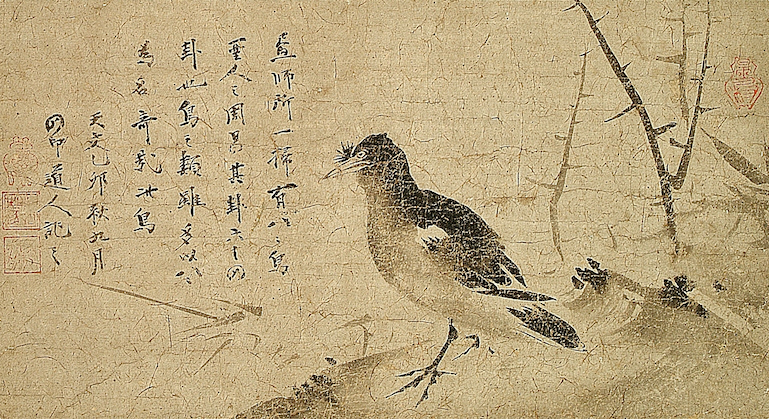
叭々鳥図（文化庁保管）

## 関連書籍
- 赤沢英二『雪村周継：多年雪舟に学ぶといへども』

（ミネルヴァ書房〈ミネルヴァ日本評伝選〉2008年） ISBN 978-4-623-05317-9
- 『もっと知りたい雪村 生涯と作品：アート・ビギナーズ・コレクション』- 入門書

小川知二編（東京美術 2007年） ISBN 978-4-8087-0825-2
- 中島純司『水墨画 祥啓と雪村』（「日本の美術337」至文堂 1994年） ISBN 978-4-784-33337-0 - 入門書
- 赤神諒『計策師 甲駿相三国同盟異聞』（朝日新聞出版、2019年10月）ISBN 978-4022516404 - 雪村が登場する歴史小説

研究著作(大部)
- 小川知二『常陸時代の雪村』（中央公論美術出版 2004年） ISBN 4-8055-0478-1
- 赤沢英二『雪村研究』（中央公論美術出版 2003年） ISBN 4-8055-0426-9
- 衛藤駿編著『雪村周継全画集』（講談社 1982年） ISBN 4-06-128147-X

画集・図録
- 『雪村 奇想の誕生』東京藝術大学大学美術館ほか 2017年
- 『雪村展 戦国時代のスーパー・エキセントリック』 2002年

山下裕二監修（千葉市美術館、渋谷区立松濤美術館、山口県立美術館、福島県立美術館で開催）
- 『雪村－常陸からの出発』 茨城県立歴史館 1992年 新規開館記念特別展
- 『雪村－常陸に生まれし遊歴の画僧』茨城県立歴史館 2025年2月
- 『雪村 日本美術絵画全集 第8巻』亀田孜解説（集英社 1980年、普及版1982年）
- 『水墨画の巨匠2 雪村』（林進ほか解説、講談社 1995年） ISBN 4-06-253922-5